# Vivi Markussen
Vivi Markussen (ur. 24 października 1939 w Aalborgu, zm. 22 grudnia 2010) – duńska lekkoatletka, sprinterka.
Na mistrzostwach Europy w Sztokholmie (1958) odpadła w eliminacjach na 100 i 200 metrów.
Podczas igrzysk olimpijskich w Rzymie (1960) odpadła w ćwierćfinale biegu na 100 metrów.
Medalistka mistrzostw świata weteranów.
Wielokrotna mistrzyni kraju.
Wielokrotna rekordzistka kraju: sześć rekordów na 100 metrów (do 11,6 w 1959), trzy w biegu na 200 metrów (do 24,9 w 1960), trzy w sztafecie 4 × 100 metrów (do 47,4 w 1963).
Zmarła 22 grudnia 2010, pochowana została w Kongens Lyngby 30 grudnia 2010.

## Rekordy życiowe
- Bieg na 100 metrów – 11,6 (1959)